# تیمیانکی مدرکی
تیمیانکی مدرکی (به لاتین: Tymianki-Moderki) یک منطقهٔ مسکونی در لهستان است که در Gmina Boguty-Pianki واقع شده‌است.

## خصوصیات
تیمیانکی مدرکی ۱۱۰ نفر جمعیت دارد و ۱۲۵ متر بالاتر از سطح دریا واقع شده‌است.